# Antiguraleus pulcherrimus
Antiguraleus pulcherrimus is een slakkensoort uit de familie van de Mangeliidae. De wetenschappelijke naam van de soort is voor het eerst geldig gepubliceerd in 1956 door Dell.